# The Hidden Cameras
The Hidden Cameras est un groupe de pop indépendante canadien originaire de Toronto, en Ontario.

## Biographie

### Débuts (2001–2008)
Le groupe tourne autour du chanteur-compositeur-interprète Joel Gibb. Énormément de musiciens l'accompagnent en studio ainsi qu'en concert. 
Le groupe démarre en 2001, avec la sortie du premier album Ecce Homo. C'est en 2003 qu'ils se font remarquer un peu partout dans le monde avec l'album The Smell of Our Own. Puis sort en 2004 Mississauga Goddam et en 2006 Awoo.
Awoo est publié chez Rough Trade en Europe, EvilEvil au Canada et Arts & Crafts aux États-Unis. Le morceau des Hidden Cameras, Boys of Melody", est inclus dans le film Shortbus de John Cameron Mitchell, sorti en 2006.

### Origin:Orphan(2009–2012)
Leur cinquième album, Origin:Orphan, est masterisé en mai 2009. Le clip de In the NA, un morceau issu de l'album, est diffusé à la 19e édition du Inside Out Film and Video Festival. L'album est publié le 22 septembre 2009.
Cinq morceaux de Origin:Orphan est refait par le groupe de pop barcelonais Hidrogenesse et publiés sous Hidrogenesse versus The Hidden Cameras en mai 2010. Le clip de He Falls to Me est réalisé par Darío Peña. En 2011, ils enregistrent une reprise du morceau Throw Silver de Mecca Normal pour la compilation Have Not Been the Same - Vol. 1: Too Cool to Live, Too Smart to Die.

### Age(2013–2015)
En 2013, le groupe participe à deux compilation publiées par Arts and Crafts. Le morceau Mind, Matter and Waste, à l'origine une face B de leur single In the NA apparait sur Arts and Crafts: 2003-2013 et est diffusé sur les ondes de CBC Radio 3, et le groupe s'associe avec Snowblink sur une reprise de The Chauffeur de Duran Duran pour la compilation Arts and Crafts: X.
Leur nouvel album, Age, est publié en janvier 2014. Le premier single Gay Goth Scene est publié en juillet 2013. Le clip du single est réalisé par Kai Stänicke, qui recevra le prix du Short Film Award for Human Rights au San Marino International Film Festival Awards, Tadgell’s Bluebell Honor Award, nommé « meilleur court-métrage/pour la jeunesse » au Auburn International Film Festival for Children and Young Adults de Sydney, en Australie.

### Home on Native Land(depuis 2016)
Home on Native Land est publié chez Outside Music et écrit en dix ans par Gibb et ses amis, sa famille, et des icônes telles que Rufus Wainwright, Feist, Neil Tennant, Bahamas, Ron Sexsmith et Mary Margaret O’Hara.

## Discographie

### Albums studio
- 2001 : Ecce Homo
- 2003 : The Smell of Our Own
- 2004 : Mississauga Goddam
- 2006 : Awoo
- 2009 : Origin:Orphan
- 2013 : Age
- 2016 : Home on Native Land

### EP et singles
- 2002 : The Hidden Cameras Play the CBC Sessions (EP live)
- 2003 : Ban Marriage
- 2003 : A Miracle
- 2004 : I Believe in the Good of Life
- 2005 : Learning the Lie
- 2006 : Death of a Tune
- 2006 : Awoo
- 2009 : "In the NA
- 2013 : Gay Goth Scene

### Featurings et bandes son
- 2004 : Summer Storm (ost)
- 2005 : Whole New Thing (ost)
- 2006 : Shortbus (ost)
- 2006 : Small Town Gay Bar (documentaire de Malcolm Ingram)
- 2008 : The Lollipop Generation de G.B. Jones